# دهستان استبرق
دهستان استبرق نام دهستانی در بخش مرکزی شهرستان شهربابک، استان کرمان در ایران است. براساس سرشماری مرکز آمار ایران در سال ۱۳۸۵، جمعیت آن ۵۰۶۹ نفر (۱۲۲۱ خانوار) بوده‌است.

## جاهای دیدنی
- خواجه خضر
- ریگ سپید
- تلمبه ها
- کفه نمک
- دهشاهمراد
- برج حاج مهدی
- برج خان میرزا
- تنب ریگ

## اعضای شورای اسلامی استبرق
- مهندس کیومرث حیدری
- مهندس پرویز رستمی استبرق
- مهندس سعید شمسی نژاد
- مهندس حسین استبرقی
- مهندس ابوذر استبرقی